# Global Defence Force
Global Defence Force (THE地球防衛軍2, Za Chikyū Bōeigun Tsū) é um jogo de tiro em terceira pessoa para PlayStation 2 desenvolvido pela Sandlot. O jogo foi originalmente publicado no Japão pela D3 Publisher, como volume 81 da série de jogos econômicos Simple 2000. Posteriormente, foi lançado na Europa pela Essential Games, a marca criada pela D3 Publisher para publicar jogos da série Simple 2000 na Europa.
Os jogadores assumem o papel de um membro da Força de Defesa da Terra e lutam contra insetos gigantes e outros inimigos que invadiram a Terra vindos do espaço sideral.
Uma versão para PlayStation Portable do jogo, intitulada Earth Defense Forces 2 Portable, foi lançada em 7 de abril de 2011 no Japão. Uma versão para PlayStation Vita, intitulada Earth Defense Force 2: Invaders from Planet Space (conhecida no Japão como Earth Defense Forces 2 Portable V2), foi lançada pela primeira vez na América do Norte pela Xseed Games em dezembro de 2015. Uma versão de Earth Defense Force 2 foi lançada para o Nintendo Switch no Japão em julho de 2021.

## Jogabilidade
É um jogo de tiro em terceira pessoa com grandes áreas de jogo e ondas de mechas e insetos gigantes. Os jogadores controlam um soldado a pé (Storm-1) que usa armamentos convencionais, como rifles de assalto e de precisão, espingardas e granadas propulsadas por foguetes, ou uma soldado equipada com uma jetpack (Pale Wing) que utiliza armamentos baseados em energia. A maioria das missões do jogo são concluídas eliminando todos os inimigos presentes, começando com formigas gigantes nas fases iniciais e eventualmente progredindo para inimigos lagartos gigantes. Vários veículos, como um tanque, helicóptero e uma moto flutuante, estão disponíveis em algumas missões para os jogadores entrarem e atacarem os inimigos. No entanto, apenas a unidade Storm-1 pode usar os veículos.
Um total de 300 armas diferentes estão disponíveis entre os dois personagens, mas os jogadores estão limitados a carregar duas armas durante as missões. As armas são desbloqueadas ao pegar contêineres deixados pelos inimigos. Cada arma coletada durante o jogo adicionará uma arma aleatória do personagem à seleção, armas duplicadas são descartadas. Chips de armadura e kits médicos, também deixados pelos inimigos, aumentam a saúde máxima possível do personagem e recuperam a saúde perdida, respectivamente.
Há um total de 71 missões distribuídas em 7 ambientes para jogar, sendo que a primeira missão ocorre em Londres. Cinco níveis de dificuldade estão disponíveis para cada missão. Meias-medalhas são concedidas ao completar uma missão em uma dificuldade específica com qualquer personagem. Completar a mesma fase com o outro personagem resulta em uma medalha completa. Uma vez que o jogador tenha coletado todas as medalhas para cada missão, o modo "Impossível" é desbloqueado.

## Recepção
A Global Defence Force recebeu pouca atenção da imprensa no Ocidente. As poucas resenhas que o jogo recebeu foram geralmente positivas; Matt Gander, do Games Asylum, descreveu-o como "uma das melhores compras econômicas do PlayStation 2". No Japão, a Famitsu deu uma pontuação de um oito e três setes para a versão de PS2; e um oito, um sete e dois seis para a versão de PSP.
A nova versão do jogo para PlayStation Vita, publicada pela Xseed Games e renomeada Earth Defense Force 2: Invaders From Planet Space, recebeu críticas "médias" de acordo com o site de agregação de críticas Metacritic. Jed Whitaker, do Destructoid, escreveu que o jogo "tem conteúdo original suficiente para mantê-lo fresco ao lado dos outros lançamentos recentes da série" e que era "fácil de recomendar para os donos de Vita que procuram uma ação exagerada e divertida, apesar de suas falhas." No Japão, a Famitsu deu à versão Vita uma pontuação de três setes e um nove, totalizando 30 de 40. Durante o 19º Annual D.I.C.E. Awards, a Academia de Artes & Ciências Interativas nomeou Earth Defense Force 2 para "Jogo de Mão do Ano".
Durante o evento de premiação da série simples da D3 Publisher em 2007, o título recebeu um prêmio de platina por vender mais de 200.000 cópias no Japão durante o ano fiscal de 2006. Foi o único título da série a alcançar esse volume de vendas.